# David Kobesov
David Bidzinaevič Kobesov (in russo Давид Бидзинаевич Кобесов?; Vladikavkaz, 6 gennaio 2000) è un calciatore russo, centrocampista dell'Alanija Vladikavkaz.

## Carriera
Cresciuto nel settore giovanile del DYuSSh Strogino Mosca, inizia la propria carriera nelle squadre della sua città natale, lo Spartak Vladikavkaz e l'Alanija Vladikavkaz, tra la seconda e la terza divisione. Nel 2022 viene acquistato dal Pari Nižnij Novgorod, con cui ha esordito in Prem'er-Liga il 24 luglio, in occasione dell'incontro perso per 3-0 contro il Chimki. Nel gennaio 2023 viene ceduto in prestito proprio al Chimki fino al termine della stagione.

## Statistiche

### Presenze e reti nei club
Statistiche aggiornate al 2 aprile 2023.
| Stagione                   | Squadra                    | Campionato                 | Campionato | Campionato | Coppe nazionali | Coppe nazionali | Coppe nazionali | Coppe continentali | Coppe continentali | Coppe continentali | Altre coppe | Altre coppe | Altre coppe | Totale | Totale |
| Stagione                   | Squadra                    | Comp                       | Pres       | Reti       | Comp            | Pres            | Reti            | Comp               | Pres               | Reti               | Comp        | Pres        | Reti        | Pres   | Reti   |
| -------------------------- | -------------------------- | -------------------------- | ---------- | ---------- | --------------- | --------------- | --------------- | ------------------ | ------------------ | ------------------ | ----------- | ----------- | ----------- | ------ | ------ |
| 2017-2018                  | Spartak Vladikavkaz        | 2D                         | 7          | 0          | CR              | 0               | 0               |                    | -                  | -                  |             | -           | -           | 7      | 0      |
| 2018-2019                  | Spartak Vladikavkaz        | 2D                         | 10         | 2          | CR              | 0               | 0               |                    | -                  | -                  |             | -           | -           | 10     | 2      |
| Totale Spartak Vladikavkaz | Totale Spartak Vladikavkaz | Totale Spartak Vladikavkaz | 17         | 2          |                 | 0               | 0               |                    | -                  | -                  |             | -           | -           | 17     | 2      |
| 2019-2020                  | Alanija Vladikavkaz        | 2D                         | 11         | 1          | CR              | 4               | 1               |                    | -                  | -                  |             | -           | -           | 15     | 2      |
| 2020-2021                  | Alanija Vladikavkaz        | 1D                         | 32         | 4          | CR              | 0               | 0               |                    | -                  | -                  |             | -           | -           | 32     | 4      |
| 2021-2022                  | Alanija Vladikavkaz        | 1D                         | 31         | 8          | CR              | 5               | 1               |                    | -                  | -                  |             | -           | -           | 36     | 9      |
| Totale Alanija Vladikavkaz | Totale Alanija Vladikavkaz | Totale Alanija Vladikavkaz | 74         | 13         |                 | 9               | 2               |                    | -                  | -                  |             | -           | -           | 83     | 15     |
| 2022-gen. 2023             | Pari Nižnij Novgorod       | PL                         | 2          | 0          | CR              | 2               | 0               |                    | -                  | -                  |             | -           | -           | 4      | 0      |
| gen.-giu. 2023             | Chimki                     | PL                         | 4          | 0          | CR              | -               | -               |                    | -                  | -                  |             | -           | -           | 4      | 0      |
| Totale carriera            | Totale carriera            | Totale carriera            | 98         | 15         |                 | 11              | 2               |                    | -                  | -                  |             | -           | -           | 109    | 17     |